# Haplochromis gowersii
Haplochromis gowersii är en fiskart som beskrevs av Ethelwynn Trewavas 1928. Haplochromis gowersii ingår i släktet Haplochromis och familjen Cichlidae. IUCN kategoriserar arten globalt som otillräckligt studerad. Inga underarter finns listade i Catalogue of Life.